# Musée des beaux-arts de Gifu
Le musée des beaux-arts de Gifu (岐阜県美術館, Gifu-ken Bijutsukan)  est un musée d'art situé dans la ville de Gifu au Japon. Le musée se concentre sur l'art et les artistes liés à la préfecture de Gifu, mais le musée collectionne également des pièces d'autres endroits au Japon et à l'étranger. 